# Banićevac (Cernik)
Banićevac je naseljeno mjesto u Republici Hrvatskoj u općini Cernik u Brodsko-posavskoj županiji.

## O naselju
U Banićevcu se nalazi katolička crkva Mučeništva Sv. Ivana, a kirvaj je 29. kolovoza.

## Zemljopis
Banićevac se nalazi sjevernoistočno od Cernika i Nove Gradiške na padinama Požeške gore na ulasku u Požešku kotlinu, susjedna sela su Opršinac na istoku, Baćin Dol na jugu i Oblakovac na sjeveru.

## Stanovništvo
Prema popisu stanovništva iz 2011. godine Banićevac je imao 223 stanovnika. 
| broj stanovnika | 242   | 284   | 272   | 326   | 350   | 433   | 365   | 412   | 452   | 447   | 409   | 354   | 308   | 281   | 248   | 223   | 152   |
|                 | 1857. | 1869. | 1880. | 1890. | 1900. | 1910. | 1921. | 1931. | 1948. | 1953. | 1961. | 1971. | 1981. | 1991. | 2001. | 2011. | 2021. |